# Пашаев, Максим Вагифович
Максим Вагифович Пашаев (укр. Максим Вагіфович Пашаєв; 4 января 1988, Красный Луч, Луганская область, СССР — 12 декабря 2008, Градижск, Полтавская область, Украина) — украинский футболист, защитник. Выступал за клубы «Кривбасс» и «Днепр».

## Биография

### Клубная карьера
Максим Пашаев начал свою футбольную карьеру в клубе «Атлант» из города Кременчуг. В 2004 году Пашаев перешёл в молодёжный состав «Днепра» из Днепропетровска. В течение трех лет Максим выступал за резервный состав «Днепра» и отыграл за это время 64 матча и забил 1 гол.
В 2007 году Пашаев был отдан в аренду клубу «Кривбасс» из Кривого Рога. Дебют в чемпионате Украины состоялся 14 июля 2007 года в матче против своей бывшей команды «Днепра», матч завершился поражением «Кривбасса» со счётом 2:0. Всего в чемпионате Украины 2007/08 отыграл за «Кривбасс» 29 матчей и отличился одним забитым мячом.
В 2008 году Пашаев вернулся в «Днепр» и сыграл в чемпионате 2008/09 17 матчей.

### Карьера в сборной
В октябре 2006 года Пашаев вместе со своим братом Павлом дебютировал в молодёжной сборной Украины в товарищеском матче против молодёжной сборной Беларуси, который закончился победой украинцев со счётом 3:0.

### Смерть
В четверг 11 декабря 2008 года Пашаев, возвращаясь на своём автомобиле из Киева в Кременчуг, попал в автокатастрофу недалеко от города Градижска. Пашаев не справился с управлением на обледенелой дороге и вылетел в кювет. В тяжёлом состоянии он был доставлен в реанимацию больницы города Градижска. На следующий день скончался в реанимации.

## Личная жизнь
Брат Максима — Павел — также профессиональный футболист. Распространено заблуждение, что отец Максима — азербайджанский футбольный тренер Вагиф Пашаев, который проходил военную службу на Украине.